# Maurice Macmillan
Maurice Victor Macmillan, wicehrabia Macmillan of Ovenden (ur. 27 stycznia 1921, zm. 12 marca 1984) – brytyjski polityk, syn premiera Harolda Macmillana i lady Dorothy Cavendish, córki 9. księcia Devonshire.
Kształcił się w Eton College i w Balliol College na Uniwersytecie Oksfordzkim. Podczas II wojny światowej służył w oddziałach ochotniczych z Sussex na froncie zachodnim. Podobnie jak ojciec był prezesem Macmillan Publishers oraz dyrektorem dwóch agencji informacyjnych.
Swoją karierę polityczną związał z konserwatystami. W 1945 r. bez powodzenia kandydował w wyborach do Izby Gmin z okręgu Seaham, w 1951 r. z podobnym skutkiem z okręgu Wakefield. Do parlamentu udało mu się dostać dopiero w 1955 r. z okręgu Halifax. Miejsce w parlamencie utracił w 1964 r. na okres dwóch lat, kiedy to wygrał wybory uzupełniające w okręgu Farnham. Po likwidacji tego okręgu w 1983 r., Macmillan aż do swojej śmierci w roku następnym reprezentował okręg South West Surrey.
Był również członkiem Rady Kensington Borough w latach 1949–1953, naczelnym sekretarzem skarbu w latach 1970–1972, ministrem zatrudnienia w latach 1972–1973 i pełnił funkcję Paymaster-General w latach 1973–1974. Od roku 1972 był członkiem Tajnej Rady.
22 sierpnia 1942 r. poślubił Katherine Margaret Alice Ormsby-Gore (ur. 4 stycznia 1921), córkę Williama Ormsby-Gore’a, 4. barona Harlech, i lady Beatrice Cecil, córki 4. markiza Salisbury. Maurice i Katherine mieli razem czterech synów i córkę:
- Alexander Daniel Alan Macmillan (ur. 10 października 1943), 2. hrabia Stockton
- Joshua Edward Andrew Macmillan (1945–1965)
- Adam Julian Robert Macmillan (ur. 1948), ożenił się z Sarah McGreevy, ma dzieci
- Rachel Mary Georgia Macmillan (1955–1987), żona Leitha Corbeta, nie miała dzieci
- David Maurice Benjamin Macmillan (ur. 1957)

10 lutego 1984 r. Harold Macmillan otrzymał od królowej Elżbiety tytuł hrabiego Stockton. Maurice, jako jego najstarszy syn, otrzymał tytuł wicehrabiego Macmillan of Ovenden. Nigdy nie otrzymał tytułu hrabiowskiego. Zmarł dwa lata przed swoim ojcem po operacji serca. Jego dziedzicem został jego najstarszy syn.